# Daniella van den Berg
Daniella van den Berg (sinh ngày 24 tháng 5 năm 1996 tại Paradera, Aruba) là một vận động viên bơi lội Aruba. Tại Thế vận hội Mùa hè 2012, cô đã tham gia nội dung 800 mét tự do nữ, hoàn thành ở vị trí thứ 34 chung cuộc, không thể vượt qua vòng chung kết.